# Castello di Differdange
Il Castello di Differdange (in francese Château de Differdange, in lussemburghese Schlass Déifferdeng, in tedesco Schloss Differdingen) è un castello situato a Differdange in Lussemburgo.

## Storia
Secondo una fonte del 1310, il castello venne fondato da Guglielmo di Differdange, fratello del signore di Soleuvre. Tuttavia, la famiglia dei signori di Differdange famiglia si estinse già con la morte del nipote di Guglielmo verso l'anno 1400.
IL castello venne ricostruito in forme rinascimentali nel XVI secolo.
Dal 1997 il castello è sede del campus lussemburghese dell'Università Miami.

## Descrizione
Il castello sorge nel centro storico della città di Differdange.

## Galleria d'immagini

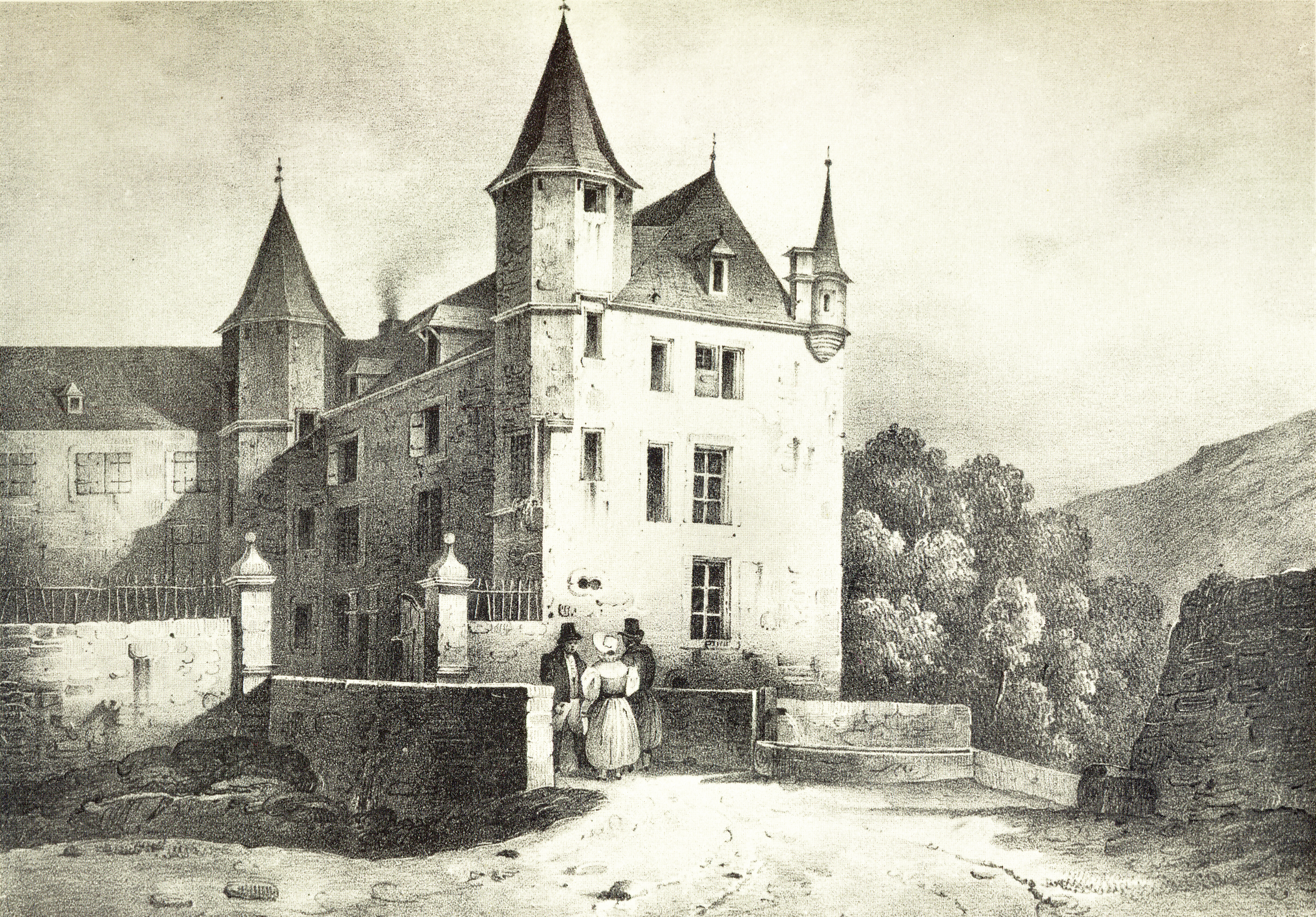
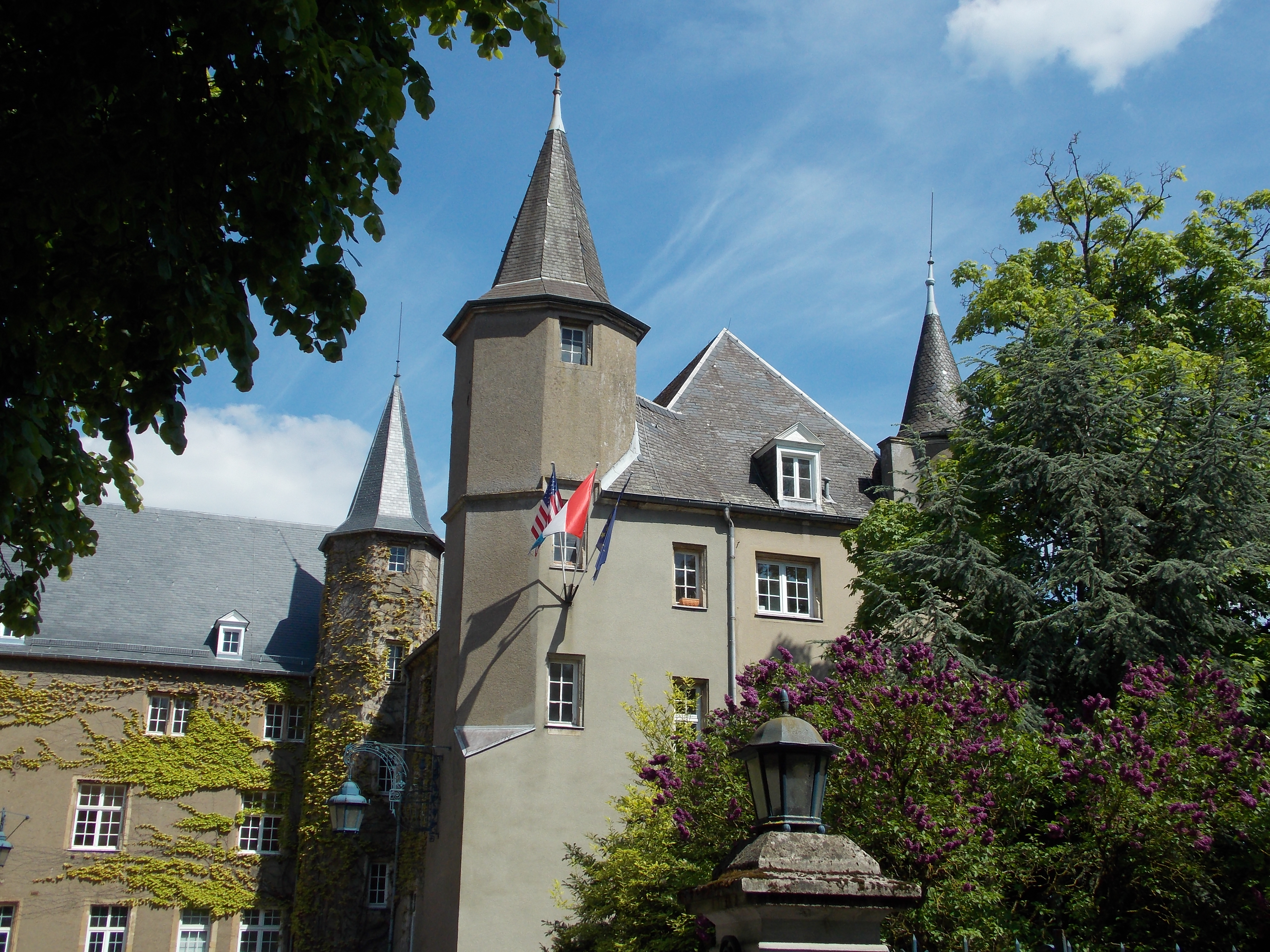
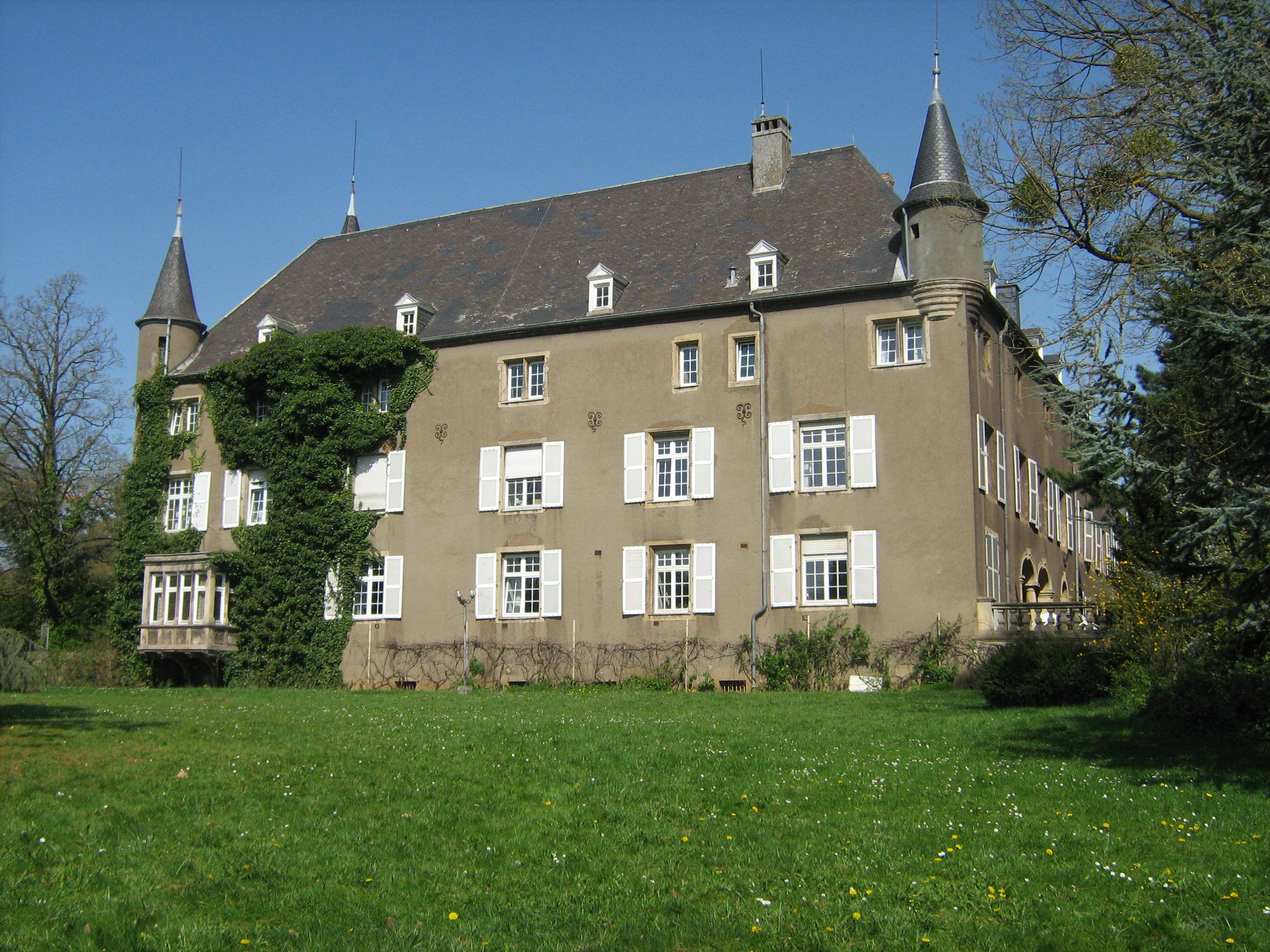